# 弗萊明鎮區 (明尼蘇達州艾特金縣)
弗萊明鎮區（英語：Fleming Township）是位於美國明尼蘇達州艾特金縣的一個行政鎮區。

## 地方資料
弗萊明鎮區的面積為94.00平方千米，當中陸地面積為87.00平方千米，而水域面積為7.00平方千米。根據2020年美國人口普查的數據，當地共有人口329人，而人口密度為每平方千米3.5人。